# Xubuntu
Xubuntu (читається як «зубунту») — офіційний варіант дистрибутиву Ubuntu, котрий як стільничне середовище використовує Xfce. Xubuntu призначено для малопотужних комп'ютерів, або для тих, хто бажає отримати більшу швидкодію і використовує здебільшого застосунки GTK+.
Xubuntu має мінімалістичний інтерфейс користувача, економно використовує пам'ять та інші апаратні ресурси комп'ютера, що дозволяє комфортно працювати на старих машинах. Але разом з тим, цей дистрибутив є сучасною системою, що має величезний набір пакунків.
Нові версії дистрибутиву виходять одночасно з іншими офіційними дистрибутивами на основі Ubuntu кожні 6 місяців і підтримуються оновленнями безпеки (протягом 18 місяців для звичайної версії або 5 років для LTS-версії (LTS від англ. Long Term Support, тобто довгострокова підтримка). Номер версії відображає дату випуску: рік.місяць(.реліз); наприклад, версія 8.04.1 — вийшла в квітні 2008 року, перший виправлений реліз.
Xubuntu випускається в двох варіантах:
- Live CD — варіант для роботи прямо з диска (присутня можливість установки на твердий диск)
- Alternate Install CD — варіант тільки для установки.

Генеральний спонсор Xubuntu — компанія Canonical Ltd.

## Програмне забезпечення
Xubuntu постачається із наперед встановленими пакунками для комфортної роботи користувача відразу після інсталяції системи: веббраузер Firefox, поштовий клієнт Thunderbird, текстовий процесор Abiword, програма для роботи із електронними таблицями Gnumeric (починаючи з версії 15.10 використовується LibreOffice), а також інші програмні інструменти для різних прикладних завдань.

## Ресурси тенет
- Офіційний майданчик тенет Xubuntu [Архівовано 21 липня 2018 у Wayback Machine.]
- Майданчик тенет спільноти Xubuntu (не офіційний)
- Xubuntu на Ubuntu Wiki [Архівовано 10 листопада 2006 у Wayback Machine.]
- Різноманітні поради та рецепти по Xubuntu [Архівовано 15 березня 2022 у Wayback Machine.]